# 南牛津郡
南牛津郡（英語：South Oxfordshire），英國英格蘭東南區域牛津郡的一個非都市郡區（地方第二級區政府），由Crowmarsh Gifford（區議會所在地）、亨利-泰晤士、沃林福德（原部分屬伯克郡）等城鎮或村莊構成。

## 城鎮與村莊

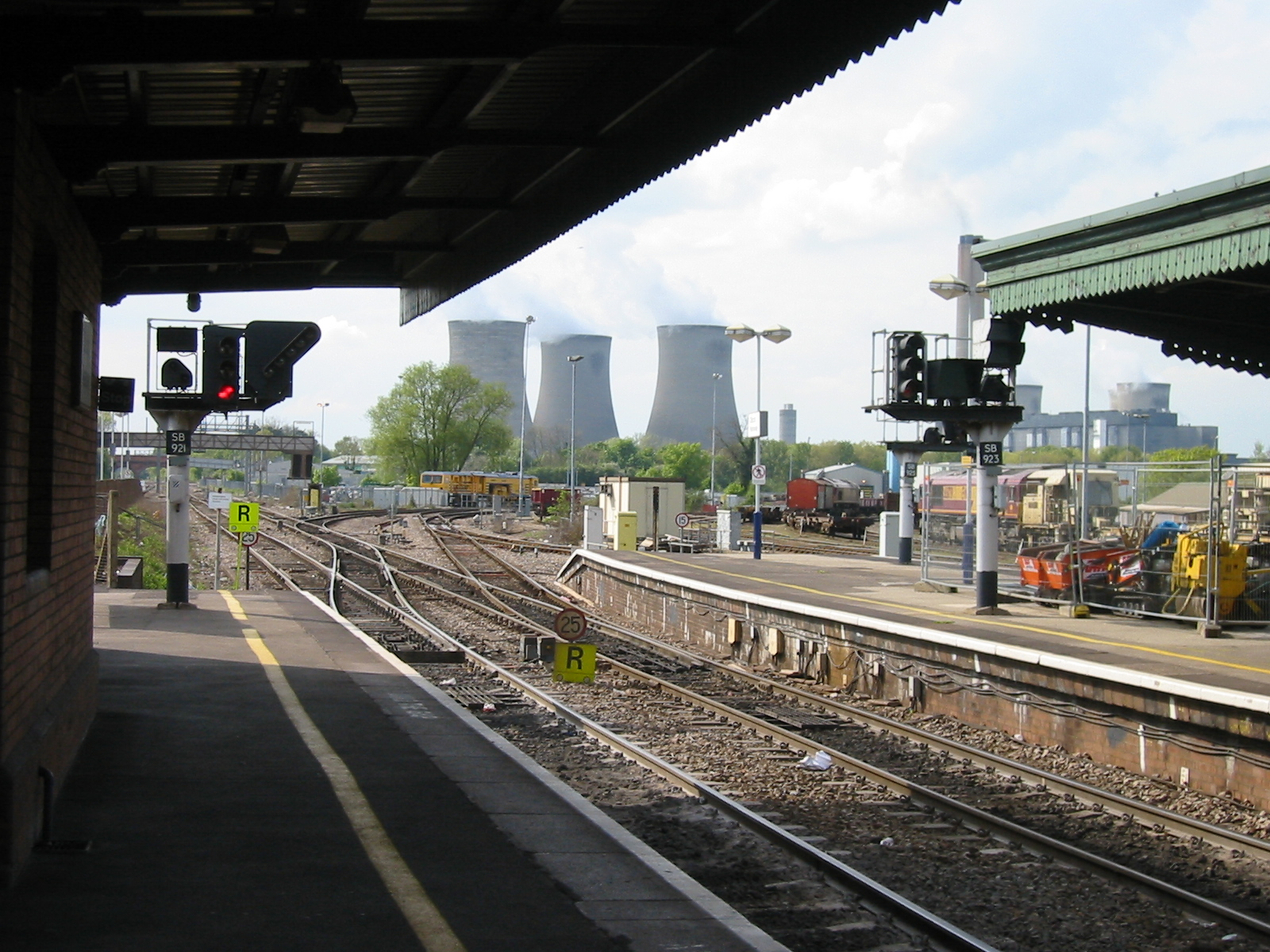
狄卡鎮有人口25,231人；是南牛津郡區一個重要的城鎮